# Đội tuyển Davis Cup Uganda
Đội tuyển Davis Cup Uganda đại diện Uganda ở giải đấu quần vợt Davis Cup và được quản lý bởi Hiệp hội quần vợt Uganda. Họ chưa thi đấu kể từ năm 2006. Uganda hiện thi đấu ở Nhóm IV khu vực Âu/Phi. Thành tích tốt nhất là vị trí thứ 5 Nhóm IV năm 1998.

## Lịch sử
Uganda tham gia kì Davis Cup đầu tiên vào năm 1997.